# Laasi
Laasi − wieś w Estonii, w prowincji Hiuma, w gminie Kõrgessaare.
W 2012 roku wieś liczyła 4 mieszkańców, w październiku 2010 – 12 i w grudniu 2009 – 5.